# Centromacronema dentatum
Centromacronema dentatum är en nattsländeart som beskrevs av Luisa Eugenia Navas 1924. Centromacronema dentatum ingår i släktet Centromacronema och familjen ryssjenattsländor. Inga underarter finns listade i Catalogue of Life.